# Scopula acentra
Scopula acentra är en fjärilsart som beskrevs av W. Warren 1897. Scopula acentra ingår i släktet Scopula och familjen mätare. Inga underarter finns listade.